# Pseudomyrmex adustus
Pseudomyrmex adustus é uma espécie de formiga do género Pseudomyrmex, subfamilia Pseudomyrmecinae. Foi descrita por Borgmeier em 1929.
De distribuição neotropical.